# Гулія (Димбовіца)
Гулія (рум. Gulia) — село у повіті Димбовіца в Румунії. Входить до складу комуни Тертешешть.
Село розташоване на відстані 21 км на північний захід від Бухареста, 53 км на південний схід від Тирговіште, 124 км на південь від Брашова.

## Населення
За даними перепису населення 2002 року у селі проживали 1029 осіб, з них 1028 осіб (99,9%) румунів. Рідною мовою 1028 осіб (99,9%) назвали румунську.